# じゅじゅ
じゅじゅは、日本の女性アイドルグループ。「呪い」がコンセプトの二人組アイドルユニットとして2014年3月にデビュー。以降、メンバーの卒業や加入を経て2017年には4人体制となったが、2022年3月に全メンバーが卒業して活動を終了した。
その後、2024年7月より前体制メンバーを含めた4人で再始動。レーベルは箱レコォズ、所属はクロスアイデア。

## 略歴
2013年12月に発売された写真集『ウインクキラー』（マイウェイ出版）でモデルを務めたねうとしらいによる「呪い」がコンセプトの二人組アイドルユニットとして、2014年3月29日に行われたイベント「BELLNOKO」（BELLRING少女ハート×TAKENOKO▲）にてデビューした。
プロデューサーがメンバーの2人と食事をしていた際に「呪いがコンセプトのアイドルって面白いね」と話したことがきっかけとなり、呪いがコンセプトのアイドルになった。
2015年1月14日に初の流通版シングル「idoll」をリリース。同年3月29日には渋谷duo MUSIC EXCHANGEにて1stワンマンライブを行う。
8月2日にはタワーレコードのアイドルレーベル箱レコォズよりシングルをリリース、タワーレコードが行う施策「NO MUSIC, NO IDOL?」ポスターにも登場した。2016年2月23日にはアルバム「イケニエ」をリリース。3月5日には東京キネマ倶楽部にて2ndワンマンライブを行った。
2016年2月に、同年3月29日付でしらいが卒業してグループが活動休止することが発表され、3月1日には新メンバーの募集が開始された。ねうは4月9日より「ねうちゃん」名義でソロ活動を開始している。
2016年7月4日、渋谷eggmanで開催された箱レコォズ初主催イベント「箱祭2016」にて、ねうに加え、みおり（元ひまわり女子/雪村美織）・みのる（元白玉ピロリン帝国/白玉ましろ）を加えた3人で再始動する。
2017年7月4日にみのるが卒業し、7月13日にはゆらね・ちゅんの二人が加わり4人体制として活動を始める。
2018年2月13日に新体制で初めての作品であるミニアルバム「じゅじゅ」をリリース、10月2日に新体制で初めてのアルバム「Melian」をリリースした。
2022年1月10日、じゅじゅ公式Twitterにて2022年3月27日のライブをもって、全メンバー卒業・現体制終了を発表した。2022年3月27日 『現体制ラストワンマンライブ 『走馬灯』』にて、全メンバーが卒業した。
2024年3月9日、じゅじゅ新体制メンバー募集のオーディションを開始。
2024年7月29日、「じゅじゅ 新体制お披露目 『Coming』」を開催。ゆらねに加え、結城みこ、日向まお、ののの4人体制で再始動。

## メンバー

### メンバー
| 氏名     | 誕生日  | 血液型 | 身長  | 趣味・特技                                                                 | 担当色 | 備考              |
| -------- | ------- | ------ | ----- | -------------------------------------------------------------------------- | ------ | ----------------- |
| ゆらね   | 5月4日  | A型    | 157cm | 御朱印集め、コンカフェ巡り、可愛い女の子、お酒（ビール）、レモンまるかじり | 青     | 2017年7月13日加入 |
| 結城みこ | 2月11日 | A型    | 156cm | カラオケ、パフェ                                                           | 赤     | 2024年7月29日加入 |
| 日向まお | 9月25日 | B型    | 163cm | 美容、コスメ集め、アニメ                                                   | ピンク | 2024年7月29日加入 |
| のの     | 6月13日 | 不明   | 168cm | 短歌、アコギ                                                               | 紫     | 2024年7月29日加入 |

### 2022年3月に卒業したメンバー
| 氏名   | 誕生日         | 血液型 | 趣味                         | 担当色 | 備考               |
| ------ | -------------- | ------ | ---------------------------- | ------ | ------------------ |
| ねう   | 1993年3月28日  | AB型   | 日本酒、映画、アニメ         | 紫     | オリジナルメンバー |
| みおり | 1994年2月28日  | O型    | 映画観賞、アニメ、首輪あつめ | 赤     | 2016年7月4日加入   |
| ちゅん | 1994年12月29日 | A型    | ふわっち                     | 緑     | 2017年7月13日加入  |

### 元メンバー
| 氏名   | 誕生日  | 備考                                 |
| ------ | ------- | ------------------------------------ |
| しらい | 3月4日  | オリジナルメンバー 2016年3月29日卒業 |
| みのる | 6月12日 | 2017年7月4日卒業                     |

## 年表

### 2014年
- 3月29日 目黒鹿鳴館で開催されたBELLRING少女ハートとTAKENOKO▲のツーマン企画『BELLNOKO』にてオープニングアクトとしてデビュー
- 9月21日 じゅーじゅーBBQオフ会を開催
- 9月26日 新宿レッドノーズにて最初の「宴」開催
- 10月31日 新宿レッドノーズにて「宴」開催
- 11月28日 新宿レッドノーズにて「宴」開催
- 12月26日 新宿レッドノーズにて「宴」開催

### 2015年
- 1月14日 1stシングル「idoll」をリリース
- 1月23日 新宿レッドノーズにて「宴」開催
- 2月27日 新宿レッドノーズにて「宴」開催
- 3月1日 新宿MARZにてしらい・ねう合同生誕祭「御祓」開催
- 3月29日 渋谷 duo Music Exchangeにて1st ワンマンライブ開催
- 4月21日 ヤングチャンピオン烈の「美少女ハッケン！」に掲載
- 5月21日 渋谷 O-NESTにて「宴」開催
- 6月30日 渋谷Milkywayにて「宴」開催
- 7月17日 新宿MARZにて「宴」開催
- 8月2日 2ndシングル「零」をリリース
- 8月4日 渋谷O-NESTにて「宴」開催
- 8月29日 横浜アリーナにて開催された@JAM EXPOに出演
- 9月11日 渋谷O-NESTにて「宴」開催
- 10月10日 新宿ロフトプラスワンにて「冥土へお届け♪　じゅじゅの日まったりトークイベント」開催
- 10月11日 沖縄トロピカルビーチにてファンイベント開催
- 10月15日 渋谷O-NESTにて「宴」開催
- 10月31日 3rdシングル「月光ピエロl」をリリース
- 11月11日 渋谷O-NESTにて「宴」開催
- 11月24日 「IDOL AND READ 005」にしらいが掲載[1]
- 12月11日 テレビ朝日のアイドルお宝くじに出演[21]
- 12月24日 下北沢 GARDENにて「宴」開催
- 12月30日 TRASH-UP!!にてねうのコラム「ねうちゃんといっしょ」連載開始

### 2016年
- 1月15日 ラジオニッポンの「60RRY部」にゲスト出演[22]
- 1月16日 KERA3月号にしらいが掲載[23]
- 1月22日 渋谷O-NESTにて「宴」開催
- 2月16日 KERA4月号にしらい、ねうが掲載
- 2月23日 アルバム「イケニエ」をリリース
- 2月28日 渋谷WOMBにて「宴」開催
- 3月5日 東京キネマ倶楽部にて2nd ワンマンライブ開催
- 3月29日 目黒鹿鳴館にて「しらい×ねう 合同生誕ライブ」開催。この日しらいがじゅじゅを卒業
- 7月4日 渋谷 eggmanで開催された「箱レコォズ 1st Anniversary 箱祭 2016」にてみおりとみのるが加入。じゅじゅは3名体制へ
- 7月6日 「IDOL AND READ 007」にねうが掲載[24]
- 8月7日 TOKYO IDOL FESTIVAL 2016に出演
- 9月4日 下北沢GARAGEにて「宴」開催
- 9月17日 台湾にて新体制初のファンイベント「觸」を開催
- 9月24日 名古屋こばと園にてファンイベントを開催
- 9月25日 @JAM×ナタリー EXPO 2016に出演
- 10月2日 スナック「しろくま」にてW店長イベント開催(ねう、みおり)
- 10月10日 新宿ネイキッドロフトにて「じゅじゅの日まったりトークイベント2016」を開催
- 10月25日 4thシングル「ノロイハジメ」をリリース
- 10月29日 下北沢Regにて「宴」開催。YouTubeにて「ノロイハジメ」のMV公開
- 11月12日 香港Music Stageで開催された「妄想アイドルフェスティバル 第壱章」に出演
- 11月20日 渋谷REXにて「宴」開催
- 11月27日 大阪ボルケーノにて「宴」開催。大阪初開催
- 12月22日 渋谷WWWにて「宴」開催

### 2017年
- 1月8日 渋谷LOFT9にて「じゅじゅの新年会」を開催
- 1月29日 月見ル君想フにて「宴」開催
- 2月4日 名古屋力雅にて居酒屋「じゅじゅ」開催
- 2月21日 AbemaTV「矢口真里の火曜The NIGHT」に出演[25]
- 2月25日 渋谷 ドクタージーカンズにて「みおり」生誕祭を開催
- 2月28日 TSUTAYA O-nestにて「宴」開催
- 3月1日 YouTubeにて「黒糸」のMV公開
- 3月5日 大阪心斎橋FANJにて「宴」開催
- 3月14日 5thシングル「黒糸」をリリース
- 3月19日 渋谷Eggmanにて3rd ワンマンライブ開催
- 3月25日 下北沢LIVEHOLICにて「ねう」生誕祭を開催
- 4月15日 チェリッシュスタジオ 3stにてみおり撮影会を開催
- 4月16日 なんば白鯨にてみのるの「呪いの集会所」を開催
- 4月22日 沖縄G-shelterにて「宴 ツアー-呪國巡礼」を開催
- 4月23日 沖縄ぎのわんトロピカルビーチにてファンイベントを開催
- 4月30日 月見ル君想フにて「宴」開催
- 5月9日 TSUTAYA O-nestにて「宴」開催
- 5月21日
  - 北海道札幌BESSIE HALLにて「宴 ツアー-呪國巡礼」を開催
  - 北海道にてファンイベントを開催
- 6月10日
  - 大阪北堀江club vijonにて「宴 ツアー-呪國巡礼」を開催
  - 名古屋ROXXにて「宴 ツアー-呪國巡礼」を開催
- 6月11日 名古屋力雅にてファンイベントを開催
- 6月18日
  - 渋谷aubeにて「宴」開催
  - 渋谷aubeにて「みのる」生誕祭を開催
- 7月4日 目黒鹿鳴館にて「じゅじゅ1周年&みのる卒業ライブ - 輪廻転生」生誕祭を開催。この日みのるがじゅじゅを卒業
- 7月13日 目黒鹿鳴館で開催された「新メンバーお披露目イベント」にてゆらねとちゅんが加入。じゅじゅは4名体制へ
- 7月23日 福岡福岡UTEROにて「宴 ツアー-呪國巡礼」を開催
- 8月4日 「IDOL FILE Vol.04」にねうが掲載
- 8月5日 TOKYO IDOL FESTIVAL 2017に出演
- 8月13日 渋谷eggmanにて「宴 ツアー-FINAL」を開催
- 8月26日 @JAM EXPO 2017に出演
- 9月7日 新宿レッドノーズにて「じゅじゅマッタリトーク&ライブイベント」を開催
- 9月17日 スナック「しろくま」にてファンイベント「刻」-しろくま1日店長を開催
- 9月18日 下北沢GARAGEにて「宴」を開催
- 9月23日 名古屋力雅にてファンイベント「刻」を開催
- 10月5日 新宿レッドノーズにて「館」を開催
- 10月10日 下北沢garageにて「宴」を開催
- 11月9日 新宿レッドノーズにて「館」を開催
- 11月10日 新宿RUIDO K4にて「じゅじゅる」を開催
- 11月18日 新宿MARZにて「宴」を開催
- 11月25日 下北沢GARAGEにて「じゅじゅる」を緊急開催
- 12月4日 下北沢GARAGEにて「宴」を開催
- 12月7日 新宿レッドノーズにて「館」を開催
- 12月23日 大阪twice cafeにて「館」別館を開催
- 12月29日 渋谷Milkywayにて「ちゅんちゃんのお誕生日会」を開催

### 2018年
- 1月15日 新宿レッドノーズにて「館」を開催
- 1月21日 新宿MARZにて「宴」を開催
- 1月26日 IDOL FILE No.7の「TOKYO IDOL QUEEN 2018」にちゅんがエントリー[26]
- 1月29日 下北沢GARAGEにて「じゅじゅる」を開催
- 2月13日 ミニアルバム「じゅじゅ」をリリース
- 2月18日 YouTubeにて「蜘蛛の糸」のMV公開
- 2月23日 新宿レッドノーズにて「館」を開催
- 2月25日 新宿MARZにて「みおり生誕祭」を開催
- 3月9日  別冊IDOL FILE SUPPINにゆらね掲載[27]
- 3月25日 新宿MARZにて「ねう生誕祭」を開催
- 3月30日 新宿レッドノーズにて「館」を開催
- 4月10日 「TOKYO IDOL QUEEN 2018」の投票でちゅんが1位になる
- 4月14日 渋谷DESEO MINIにて「館」を開催
- 4月18日 テレビ朝日の番組全力坂にゆらね出演
- 4月22日 心斎橋BRONZEにて「宴」を開催
- 4月24日 TOKYO MXの番組Music B.B.に出演。「35席」のMVの一部が流れる。
- 5月3日 新宿MARZにて「ゆらねをおいわいするひ」を開催
- 5月6日 渋谷wwwにて4人体制初のワンマンライブ開催。この時、新衣装と新曲「僻心」と「着信」が披露される。
- 5月13日 新宿ロフトプラスワンにて「じゅじゅの晩餐会 ～ワンマンのその後で～」を開催。
- 5月15日 「ダークファンタジーサウンドノベルアプリ」制作プロジェクト始動！同時にクラウドファンディングプロジェクト開始。
- 6月24日 クラウドファンディングリターンイベント「ゲームアプリ撮影見学」を開催。
- 7月22日 クラウドファンディングリターンイベント「BBQ」を開催。
- 7月23日 新宿MARZにて「じゅじゅ誕 -1周年記念イベント」を開催。
- 7月28日 クラウドファンディングリターンイベント「ゲームアプリリリース記念イベント」を開催。
- 8月3日 じゅじゅの世界観をゲーム化したサウンドノベルアプリをリリース。
- 8月17日 LIVE HALL aube shibuyaにて「女の宴」を開催
- 8月20日 池袋RUIDO K3にて「じゅじゅる」を開催
- 9月6日 新宿club SCIENCEにて「じゅじゅる」を開催
- 9月8日 東京キネマ倶楽部にてJYUJYU One-man Concept Live - Calling開催。このとき10月アルバムリリースが発表される。
- 10月2日 新体制初となるアルバム「Melian」をリリース
- 10月8日 名古屋HeartLandにてアルバムリリースツアー開始
- 10月10日 「じゅじゅの日」を開催。WILL-O'、HAMIDASYSTEM、校庭カメラアクトレス参加。
- 10月14日 札幌COLONYにてアルバムリリースツアー開催
- 10月28日 仙台MACANAにてアルバムリリースツアー開催
- 11月2日～18日 「MONOTONE CLASSY IDOL PHOTO EXHIBITION PHOTOGRAPHS BY HIROSUKE FUKUMOTO」にねうの写真展示
- 11月18日 梅田バナナホールにてアルバムリリースツアー開催
- 12月1日 おおば村 キャンプ場にてアルバムリリースツアーFinalを開催
- 12月15日 新宿MARZにて「宴」を開催
- 12月24日 新宿ハイジアV1にてトークイベント『呪いのメリークリスマス・イブ』を開催
- 12月25日 IDOL AND READ 017にねう掲載
- 12月25日 スナック しろくまにてイベントゆらねとみおりの「クリスマスだし呑みますか！」を開催
- 12月27日 渋谷WOMBにてちゅんバースデーイベント2018 『02UN』を開催

### 2019年
- 1月5日 渋谷Milkywayにて開催された『クロスアイデア新年会』 に参加
- 1月17日 渋谷eggmanにて「じゅじゅる」を開催
- 2月10日 特典会『滅瑠てぃ～』をE-BASEにて開催
- 2月16日 渋谷WOMB LIVEにてみおりバースデーLIVE『みおりンゴはもっと祝われたいっ！』 を開催
- 2月20日 渋谷REXにて「宴」弐拾六戒目を開催
- 2月23日 名古屋 CLUB QUATTROにて「じゅじゅる」を開催
- 3月13日 IDOL AND READ 018にゆらね掲載
- 3月20日 渋谷REXにて「宴 ～御執念～」を開催
- 3月30日 渋谷WOMB LIVEにてねうバースデーLIVE『ねうぱ！’19- BIRTH DAY LIVE -』 を開催
- 4月10日 渋谷REXにて「宴」弐拾七戒目 を開催
- 5月2日 渋谷WOMB LIVEにて『らねたん』～ゆらね生誕、おちょこふたつで～を開催
- 5月23日 渋谷REXにて「宴」を開催
- 6月1日 渋谷DESEOにて「宴」を開催
- 6月7日 渋谷Gladにて「じゅじゅる」を開催
- 6月21日 IDOL AND READ 019にみおり掲載
- 6月28日 IDOL FILE Vol.16 BIKINIにねう、ゆらね掲載
- 7月5日 duo MUSIC EXCHANGEにて『JYUJYU Concept Live " re. " 』を開催
- 7月16日 渋谷REXにて「宴」を開催
- 7月20日 『みおりンゴはもっと活躍したいっ！』を開催
- 7月28日 『らねマ！』を開催
- 8月6日 『非実在聖少女』をリリース
- 8月14日 渋谷REXにて「宴」を開催
- 8月16日 みおりが舞台「魔界アリーナ@新木場 魔界〜怒り wrath〜」に出演
- 8月17日 『らねキュー』を開催
- 8月21日 渋谷チェルシーホテルにて「じゅじゅる」を開催。BLACKNAZARENEと対バン
- 8月24日 『ねう茶屋』を開催
- 8月24日 みおり主演映画「青春カレイドスコープ～明日きっともっと～」[28]公開
- 8月26日 渋谷eggmanにて『XiDEA 新歓LIVE』開催。新衣装を披露する
- 9月2日 「ぼくチラ。」にゆらね掲載。[29]
- 9月20日 みおりが舞台「魔界〜貪食 Gluttony〜」に出演[30]
- 9月26日 渋谷REXにて「宴」を開催
- 10月10日 渋谷WOMB LIVEにて「じゅじゅの日」を開催。新曲「彼岸花」を披露
- 10月18日 みおりが舞台「第64回 魔界 ～色欲Lust～」に出演[30]
- 10月23日 渋谷 ロフトヘブンにて「ゆらねともち子のハロウィーンナイト」を開催
- 10月23日 渋谷 DESEOにて「クロスアイデア HALLOWEEN LIVE -NIGHT-」を開催
- 10月27日 「ねうちゃんのフリーマーケット」を開催
- 10月29日 渋谷REXにて「宴」を開催
- 11月15日 みおりが舞台「魔界　悲嘆〜Grief〜」に出演[30]
- 11月21日 渋谷REXにて「宴」を開催
- 11月25日 みおりが舞台「魔界 真田疾風録〜秋の陣」に出演[30]
- 12月20日 みおりが舞台「魔界～闇Darkness～」に出演[30]
- 12月24日 イベント ゆらね・みおりの『クリスマスだし会っちゃおっか♡』 開催
- 12月30日 渋谷WOMB LIVEにて「ちゅん生誕 -生前葬-」を開催

### 2020年
- 1月5日
  - 渋谷Gladにて『じゅじゅ初め-初詣-』 を開催
  - 渋谷Gladにて『じゅじゅ初め-LIVE-』 を開催
- 1月25日 CHROMATIC GALLERYにて「Νeύξ-ネュクス-」展示・受注会inTOKYOを開催
- 2月2日 「Νeύξ-ネュクス-」展示・受注会inNAGOYAを開催
- 2月8日 「Νeύξ-ネュクス-」展示・受注会inOSAKAを開催
- 2月15日 渋谷WOMB LIVEにて『みおり生誕祭 -祝福の音を鳴らせっ！』を開催
- 2月16日 都内にてイベント『バレンタインだし、逆チョコしちゃおっか♡』を開催
- 2月17日 渋谷REXにて『ワンマンチケット持ってる人！無料LIVE』を開催
- 2月29日 渋谷WWWXにて『-JYUJYU 6th One-man Live-』を開催
- 3月6日 Naked Loftにて『ゆらちゃんところねちラスト回！』を開催
- 3月21日 渋谷WOMB LIVEにて『じゅじゅ ねう生誕祭-夢のねうちゃん王国-』を開催
- 3月27日 みおりが舞台「第68回 魔界 天国への階段Stairway to heaven」に出演
- 5月17日 渋谷Gladにて無観客ライブ「NO LIVE, NO LIFE」を開催
- 6月19日 無観客ライブ「じゅじゅ ゆらね生誕祭 らねたん！ -あつまれ！らねち生誕-」を開催
- 7月15日 無観客ライブ「NO LIVE, NO LIFE Vol.2」を開催
- 8月から、病みかわいい系ジェンダーレスブランドAmiligeとのコラボレーションを実施[31]。
- 8月17日 恵比寿LIQUIDROOMにて『JYUJYU ROAD TO LIQUID TOUR 2020』を開催
- 9月8日 渋谷WWWにて『じゅじゅ単独公演』を開催
- 10月10日 Studio Wにて『じゅじゅの日』を開催
- 11月9日 新宿MARZにて『じゅじゅ単独公演』を開催
- 11月15日 SPADE BOXにて『JYUJYU TOUR 2020 IN NAGOYA』を開催
- 12月3日 TSUTAYA O-Crestにて『じゅじゅ単独公演』を開催
- 12月6日 渋谷club asiaにて『呪× 昂揚』を開催
- 12月13日 福岡Pocketにて『JYUJYU TOUR 2020 IN FUKUOKA』を開催
- 12月22日 studio Wにて『silent night』を開催
- 12月30日 duo MUSIC EXCHANGEにて『ちゅん生誕祭』を開催

### 2021年
- 1月3日 渋谷REXにて『じゅじゅ初め2021』を開催
- 1月10日 TSUTAYA O-WESTにて『CueTempo! 2』を開催
- 1月15日 ゆらね掲載の『自粛女子 IDOL FILE × フェチモ』発売
- 2月13日 渋谷レンタルスペースにて『バレンタインだし、会っちゃおっか2021』を開催
- 2月14日 外苑前駅イベントスペースにて『はぴはぴ❤︎バレンタイン❤︎』を開催
- 2月20日 WOMB LIVEにて『みおり●才になります！』を開催
- 2月23日 SHIBUYA DIVEにて『Payrin's × じゅじゅ』を開催
- 2月27日 ESAKA MUSEにて『JYUJYU TOUR 2020 IN OSAKA』を開催
- 3月20日 TSUTAYA O-Crestにて『呪/眠』を開催
- 3月28日 渋谷Studio Wにて『ねうちゃんの生まれた日』を開催
- 3月29日 duo MUSIC EXCHANGEにて『JYUJYU 7th ANNIVERSARY』を開催
- 5月4日 配信ライブ『らねたん！2021 ONLINE ～おたんじょうびとうじつ！～』を開催
- 6月10日 TSUTAYA O-nestにて『SUNSET Vol.1』を開催
- 6月18日 TSUTAYA O-nestにて『SUNSET Vol.2』を開催
- 6月19日 西永福JAMにて『らねたん！2021 ～もち子といっしょ！～』を開催
- 7月24日 ライブハウスR.A.Dにて『宴』を開催
- 8月8日 名村造船所跡地 Studioパルティッタにて『宴』を開催
- 8月13日 club asiaにて『宴』を開催
- 8月21日 イベント『夏だし、浴衣きちゃおっか♡2021』を開催
- 9月12日 WWW Xにて『じゅじゅバンドセットワンマンライブ-渋谷事変-』を開催
- 9月19日 『ゆらね× GEKIROCK CLOTHING 　1日店長就任イベント』を開催
- 10月1日 duo music exchangeにて『単独公演 -sanctuary- SP』を開催
- 10月10日 新宿BLAZEにて『宴』を開催
- 10月24日 渋谷REXにて『ハロウィンのお呪い』を開催
- 11月21日 渋谷WOMBにて『宴』を開催
- 12月5日 新宿MARZにて『Back to the memory2021』を開催
- 12月23日 渋谷duoにて『宴』を開催
- 12月24日 イベント『クリスマスだし、会っちゃおっか♡2021』を開催
- 2021年12月29日 WWW Xにてちゅん生誕イベント『花葬』を開催

### 2022年
- 1月3日 渋谷REXにて『謹賀新年』を開催
- 1月8日 イベント『復活❗️ゆちゃんところねち宅飲みトークショーvol.5 』を開催
- 1月15日 渋谷Spotify O-Crestにて『じゅじゅ単独公演 -sanctuary 2022-』を開催
- 1月26日 渋谷club asiaにて『SUDDENLY』を開催
- 2月3日 新宿BLAZEにて『WonderMoon』を開催
- 2月9日 duo MUSIC EXCHANGEにて『SUDDENLY Vol.2』を開催
- 2月13日 下北沢ERAにて『恋の水平線～ハッピー♡バレンタイン～』を開催
- 2月14日 渋谷 レンタルスペースにて『バレンタインだし、会っちゃおっか♡2022』を開催
- 2月26日 渋谷WOMBにて『みおりンゴはもっと祝われたいっ！ -THE FINAL-』を開催
- 3月12日 青山everにて『-聖装-　DAY1』を開催
- 3月13日 白金高輪SELENE b2にて『-聖装-　DAY2』を開催
- 3月16日 veats SHIBUYAにて『WonderMoon vol.2』を開催
- 3月20日 青山everにて『-聖装-　DAY 3』を開催
- 3月21日 東京キネマ倶楽部にて『ねう生誕ライブ-祈り-』を開催
- 3月27日 duo MUSIC EXCHANGEにて『現体制ラストワンマンライブ 『走馬灯』』を開催

### 2024年
- 7月29日、渋谷WOMBにて「じゅじゅ 新体制お披露目 『Coming』」を開催
- 9月27日 渋谷Milkywayにて「ひなたまはみんなに愛されたい♥」を開催

## 作品

### CD

#### シングル
| # | 発売日         | タイトル        | 品番      | 収録曲                                                                    | 備考                     |
| - | -------------- | --------------- | --------- | ------------------------------------------------------------------------- | ------------------------ |
| 1 | 2014年5月25日  | 呪呪            |           | 1. じゅじゅ                                                               | 会場・通販限定CDシングル |
| 2 | 2015年3月7日   | idoll(アイドル) | DAIP-5008 | 1. idoll 2. 呪呪 3. 呪呪 - DJ REMIX                                       |                          |
| 3 | 2015年8月2日   | 零              | HAKO-0001 | 1. 零 2. イトシスギテ                                                     | 箱レコォズよりリリース   |
| 4 | 2015年10月31日 | 月光ピエロ      |           | 1. 月光ピエロ                                                             | Mカード方式により販売    |
| 5 | 2016年10月25日 | ノロイハジメ    | HAKO-0013 | 1. ノロイハジメ 2. 全部嘘 3. イケニエ                                     | 箱レコォズよりリリース   |
| 6 | 2017年3月14日  | 黒糸            | HAKO-0015 | 1. 黒糸 2. 怨返し 3. 黒糸 DJ Remix                                        | 箱レコォズよりリリース   |
| 7 | 2019年8月6日   | 非実在聖少女    | HAKO-0028 | 1. 非実在聖少女 2. 4:44 3. 非実在聖少女 instrumental 4. 4:44 instrumental | 箱レコォズよりリリース   |
| 8 | 2020年8月19日  | La fin          | HAKO-0028 | 1. La fin                                                                 | 残響XiDEAよりリリース    |

#### アルバム
| # | 発売日        | タイトル | 品番      | 収録曲 | 備考 |
| - | ------------- | -------- | --------- | --- | ---- |
| 1 | 2016年2月23日 | イケニエ | HAKO-0004 | 1. 月光ピエロ 2. イトシスギテ 3. 呪呪 4. つぶやき 5. コノ世界・闇 6. idoll 7. アンシェント・ファーメンティング・イービル 8. あたしは MAMONO 9. 零 10. 食 11. 煉獄 12. イケニエ 13. アネモネ                                                                    |      |
| 2 | 2018年2月13日 | じゅじゅ | HAKO-0025 | 1. 呪呪 2. 蜘蛛の糸 3. 35席 4. ゆらりゆらり 5. die生キル 6. ゆらりゆらり DJ REMIX |      |
| 3 | 2018年10月2日 | Melian   | HAKO-0027 | 1. 祈り 2. 蜘蛛の糸 3. 煉獄 4. ゆらりゆらり 5. コノ世界・闇 6. 月光ピエロ 7. 零 8. 呪呪 9. イトシスギテ 10. 黒糸 11. 僻心 12. アンシェント・ファーメンティング・イービル 13. 35席 14. イケニエ 15. 怨返し 16. idoll 17. 君が産声を上げたのは 18. Melian 19. 食 |      |
| 4 | 2020年9月12日 | Guilty   |           | 1. 記念日 2. ノロイハジメ 3. 原罪 4. 彼岸花 5. 着信 6. 全部嘘 7. あたしはＭＡＭＯＮＯ 8. フェイク 9. Guilty |      |

## 出演

### テレビ
- アイドルお宝くじ（2015年12月5日放送 テレビ朝日）
- 全力坂 (ゆらね) (2018年4月18日放送 テレビ朝日)
- Music B.B. (2018年4月24日放送 TOKYO MX)

### ネット配信
- 火曜The NIGHT 45（2017年2月21日放送 AbemaTV）
- IDOL AND READチャンネルVol.6 (2018年5月17日放送)
- IDOL AND READチャンネルVol.11 (2018年10月12日放送)

### 雑誌
- TRASH-UP!! vol.23 (2015年12月30日発売)
- KERA2015年10・11月号、2016年3・4・5月号
- IDOL AND READ 005 (2015年11月24日発売)
- IDOL FILE Vol.04 (2017年8月4日発売)
- IDOL FILE Vol.07 (2018年1月26日発売)
- 別冊IDOL FILE SUPPIN (2018年3月9日発売)
- IDOL FILE Vol.09 (2018年6月15日発売)
- IDOL AND READ 015 (2018年6月25日発売)
- ELFy vol.3(2018年7月17日発売)
- IDOL AND READ 017 (2018年12月25日発売)
- ELFy vol.4(2019年2月18日発売)
- IDOL AND READ 018 (2019年3月13日発売)
- IDOL AND READ 019 (2019年6月21日発売)
- IDOL FILE Vol.16 BIKINI (2019年6月28日発売)
- MIKIOSAKABE×∀iDOL Style Book3 (2019年8月2日発売)
- 自粛女子 IDOL FILE × フェチモ (2021年1月5日発売)

### 写真集
- ミニ写真集"小さな罪の華"[33]

### 舞台
- 魔界アリーナ@新木場 魔界〜怒り wrath〜[30]

### 映画
- 青春カレイドスコープ～明日きっともっと～[28]

## ライブ・イベント

### ワンマン
- 1stワンマンライブ （2015年3月29日、duo MUSIC EXCHANGE）
- 2ndワンマンライブ （2016年3月5日、東京キネマ倶楽部）
- 3rdワンマンライブ （2017年3月19日、渋谷eggman）
- 4thワンマンライブ (2018年5月6日、渋谷WWW)
- JYUJYU ワンマン コンセプトライブ "CALLING"(2018年9月8日、東京キネマ倶楽部）
- 5thワンマンConcept Live "re."(2019年7月5日、渋谷duo MUSIC EXCHANGE)
- 6th One-man Live (2020年2月29日、渋谷WWWX) (初のバンドセット)
- 7th JYUJYU ROAD TO LIQUID TOUR 2020 恵比寿LIQUIDROOM
- バンドセットワンマンライブ-渋谷事変-渋谷WWW X

### じゅじゅの「宴」
| #      | 開催月   | 会場                              | 出演者                                                                             |
| 2015年 | 2015年   | 2015年                            | 2015年                                                                             |
| ------ | -------- | --------------------------------- | ---------------------------------------------------------------------------------- |
| 1      | 5月      | TSUTAYA O-nest                    | じゅじゅ、PassCode                                                                 |
| 2      | 6月      | 渋谷Milkyway                      | じゅじゅ、Hauptharmonie、Maison book girl                                          |
| 3      | 7月      | 新宿MARZ                          | じゅじゅ、ライムベリー                                                             |
| 4      | 8月      | TSUTAYA O-nest                    | じゅじゅ、おやすみホログラム                                                       |
| 5      | 9月      | 新宿MARZ                          | じゅじゅ、KOTO                                                                     |
| 6      | 10月     | TSUTAYA O-nest                    | じゅじゅ、つばさFly                                                                |
| 7      | 11月     | TSUTAYA O-nest                    | じゅじゅ、BELLRING少女ハート                                                       |
| 8      | 12月     | 下北沢GARDEN                      | じゅじゅ、キノコホテル                                                             |
| 2016年 |          |                                   |                                                                                    |
| 9      | 1月      | TSUTAYA O-nest                    | じゅじゅ、偶像ドロップ                                                             |
| 10     | 2月      | WOMB                              | じゅじゅ、おやすみホログラム、ライムベリー、校庭カメラガールツヴァイ               |
| 11     | 9月4日   | 下北沢GARAGE                      | じゅじゅ、Maison book girl、All Sorts Of Flowers、ヤなことそっとミュート           |
| 12     | 10月29日 | 下北沢Reg                         | じゅじゅ、Payrin's、DEVIL GUN、ICE CREAM SUICIDE                                   |
| 13     | 11月20日 | 渋谷REX                           | じゅじゅ、KAMOがネギをしょってくる！！！、KOTO                                     |
|        | 11月27日 | ボルケーノ 大阪                   | じゅじゅ、NEVE SLIDE DOWN                                                          |
| 14     | 12月22日 | WWW                               | じゅじゅ、やなことそっとミュート、あヴぁんだんど、地球人                           |
| 2017年 |          |                                   |                                                                                    |
| 15     | 1月29日  | 月見ル君想フ                      | じゅじゅ、フィロソフィーのダンス、NECRONOMIDOL                                     |
| 16     | 2月28日  | TSUTAYA O-nest                    | じゅじゅ、Alloy、強がりセンセーション                                              |
|        | 3月5日   | FANJ 大阪心斎橋                   | じゅじゅ、Cure。、我儘ラキア                                                       |
|        | 4月22日  | G-shelter 宴ツアー「沖縄」        | じゅじゅ、RYUKYU IDOL                                                              |
| 17     | 4月30日  | 月見ル君想フ                      | じゅじゅ、DEEP GIRLL                                                               |
| 18     | 5月9日   | TSUTAYA O-NEST                    | じゅじゅ、GANG PARADE                                                              |
|        | 5月21日  | BESSIE HALL 宴ツアー「札幌」      | じゅじゅ、2代目HAPPY少女、ゆきやこんここんこ・こーんこんこん！、日本セーラー女子団 |
|        | 6月10日  | 北堀江club vijon 宴ツアー「大阪」 | じゅじゅ、NEVE SLIDE DOWN、我儘ラキア、葉月                                        |
|        | 6月11日  | ROXX 宴ツアー「名古屋」           | じゅじゅ、煌めき☆アンフォレント、(株)やみつきカンパニー                            |
| 19     | 6月18日  | aube                              | じゅじゅ、There There Theres、病んでる私とヤまない雨                               |
|        | 7月23日  | UTERO 宴ツアー「福岡」            | じゅじゅ、963、Stereo Fukuoka、彼女のレシーブ                                      |
|        | 8月13日  | eggman 宴ツアーファイナル「東京」 | じゅじゅ、NEVE SLIDE DOWN                                                          |
| 20     | 9月18日  | 下北沢GARAGE                      | じゅじゅ、Payrin's、Candye♡Syrup                                                   |
| 21     | 10月10日 | 下北沢GARAGE                      | じゅじゅ、NECRONOMIDOL、我儘ラキア                                                 |
| 22     | 11月18日 | 新宿MARZ                          | じゅじゅ、SolaSound、クマリデパート、会心ノ一撃、There There Theres、棘 - おどろ   |
| 23     | 12月4日  | 下北沢GARAGE                      | じゅじゅ、Alloy                                                                    |
| 2018年 |          |                                   |                                                                                    |
| 24     | 1月21日  | 新宿MARZ                          | じゅじゅ、tipToe.、HAMIDASYSTEM                                                    |
| 25     | 4月22日  | 心斎橋BRONZE                      | じゅじゅ、劇場版ゴキゲン帝国、WEAR                                                 |
| 26     | 8月17日  | LIVE HALL aube shibuya            | じゅじゅ、BLACKNAZARENE、TAKENOKO▲、終演後物販卍                                   |
| 27     | 12月15日 | 新宿MARZ                          | じゅじゅ、BLACKNAZARENE、校庭カメラガールドライ、Broken By The Scream              |
| 2019年 |          |                                   |                                                                                    |
| 28     | 2月20日  | 渋谷REX                           | じゅじゅ、NECRONOMIDOL、LAST IN MY CULT                                            |
| 29     | 3月20日  | 渋谷REX                           | じゅじゅ、ヲルタナティヴ                                                           |
| 30     | 5月23日  | 渋谷REX                           | じゅじゅ、グーグールル、HAMIDASYSTEM                                               |
| 31     | 6月1日   | 渋谷 DESEO                        | じゅじゅ、raymay、Payrin's、ヲルタナティヴ、NEMURIORCA                             |
| 32     | 7月16日  | 渋谷 REX                          | じゅじゅ、クマリデパート、クロスノエシス                                           |
| 33     | 8月14日  | 渋谷 REX                          | じゅじゅ、RAY、校庭カメラガールドライ                                              |
| 34     | 9月26日  | 渋谷 REX                          | じゅじゅ、 NILKLY、FLOWLIGHT                                                       |
| 35     | 10月29日 | 渋谷 REX                          | じゅじゅ、KAQRIYOTERROR                                                            |
| 36     | 11月21日 | 渋谷 REX                          | じゅじゅ、染脳ミーム、ヲルタナティブ                                               |
| 2021年 |          |                                   |                                                                                    |
| 37     | 7月24日  | ライブハウスR.A.D                 | じゅじゅ、miscast                                                                  |
| 38     | 8月8日   | 名村造船所跡地 Studioパルティッタ | じゅじゅ、BLACKNAZARENE                                                            |
| 39     | 10月10日 | 新宿BLAZE                         | じゅじゅ、クロスノエシス、アンスリューム、PRSMIN                                   |
| 40     | 11月21日 | 渋谷WOMB                          | じゅじゅ、モノクローン、シュレーディンガーの犬、TENRIN                             |

### じゅじゅの「館」
| #      | 開催日   | 会場             |        |
| 2017年 | 2017年   | 2017年           | 2017年 |
| ------ | -------- | ---------------- | ------ |
| 1      | 9月7日   | 新宿レッドノーズ |        |
| 2      | 10月5日  | 新宿レッドノーズ |        |
| 3      | 11月9日  | 新宿レッドノーズ |        |
| 4      | 12月7日  | 新宿レッドノーズ |        |
| 別館   | 12月23日 | twice cafe       |        |
| 2018年 |          |                  |        |
| 5      | 1月15日  | 新宿レッドノーズ |        |
| 6      | 2月23日  | 新宿レッドノーズ |        |
| 7      | 3月30日  | 新宿レッドノーズ |        |
| 8      | 4月14日  | 渋谷DESEO MINI   |        |

### フリーイベント「じゅじゅる」
| #      | 開催日   | 会場                 |        |
| 2017年 | 2017年   | 2017年               | 2017年 |
| ------ | -------- | -------------------- | ------ |
| 1      | 11月10日 | 新宿RUIDO K4         |        |
| 2      | 11月25日 | 下北沢GARAGE         |        |
| 2018年 |          |                      |        |
| 3      | 1月29日  | 新宿RUIDO K4         |        |
| 4      | 6月19日  | 新宿MARZ             |        |
| 5      | 8月20日  | 池袋RUIDO K3         |        |
| 6      | 9月6日   | club SCIENCE         |        |
| 2019年 |          |                      |        |
| 7      | 1月17日  | 渋谷eggman           |        |
| 8      | 2月23日  | 名古屋 CLUB QUATTRO  |        |
| 9      | 6月7日   | 渋谷Glad             |        |
| 10     | 8月21日  | 渋谷チェルシーホテル |        |

### 「Melian」リリースツアー
| #      | 開催日   | 会場                | 出演者                                                       |
| 2018年 | 2018年   | 2018年              | 2018年                                                       |
| ------ | -------- | ------------------- | ------------------------------------------------------------ |
| 1      | 10月8日  | HeartLand           | じゅじゅ / Kolokol / ココロモヨヲ / 綺星☆フィオレナード      |
| 2      | 10月13日 | 札幌COLONY          | じゅじゅ / ミルクス本物                                      |
| 3      | 10月28日 | 仙台MACANA          | じゅじゅ / Dorothy Friends                                   |
| 4      | 11月18日 | 梅田バナナホール    | じゅじゅ / 我儘ラキア / AIBECK / Malcolm Mask McLaren / WEAR |
| 5      | 12月1日  | おおば村 キャンプ場 | じゅじゅ                                                     |